# Кубра (железнодорожная станция, Ульяновская область)
Кубра — железнодорожная станция (населённый пункт) в Радищевском районе Ульяновской области, в составе Калиновского сельского поселения.
Население - 19 (2010)

## География
Населённый пункт расположен примерно в 35 к северо-западу (по прямой) от рабочего посёлка Радищево (51 км по автодорогам). Ближайшие населённые пункты: посёлок Кубра, расположенный в 3,6 км к западу от станции, и село Калиновка, расположенное в 2 км к юго-западу. 

## История
Населённый пункт расположен при железнодорожном разъезде (бывшая станция) Кубра. Станция Кубра введена в эксплуатацию 1 ноября 1942 года в рамках участка Сенная - Сызрань, являющегося частью так называемой "Волжской рокады", меридиональной железнодорожной магистрали, построенной в прифронтовых условиях вдоль правого берега Волги.

## Население
Динамика численности населения по годам:
| Годы      | 2002 |
| --------- | ---- |
| Население | 31   |

| 2010 |
| ---- |
| 19   |

Национальный состав
Согласно результатам переписи 2002 года население составляли русские (94 %).